# Зуев, Юрий Евгеньевич
Юрий Евгеньевич Зуев (укр. Юрій Євгенович Зуєв; род. 1936) — советский и украинский спортсмен и тренер по шахматам среди глухонемых; Мастер спорта СССР (1977, единственный среди глухонемых спортсменов), Заслуженный тренер Украины (2003).

## Биография
Родился 7 апреля 1936 года в Киеве.
Бо́льшую часть своей трудовой жизни Юрий Зуев отдал своему родному предприятию — Киевскому заводу станков и автоматов им. Горького, где проработал 40 лет. В свободное от работы время он выступал за свой коллектив в профсоюзных шахматных турнирах. Шахматная команда рабочих киевского Станкозавода стала постоянным участником командного первенства СССР среди производственных коллективов (заводов-гигантов). В 1989 году, когда состоялась конференция глухих шахматистов СССР для создания Шахматной федерации глухих СССР, Юрий Зуев был избран в состав её президиума.
Как шахматист, до распада Советского Союза, был чемпионом УССР (1963, 1969, 1975, 1978) и чемпионом СССР (1968). С 1993 года Юрий Евгеньевич переключился на тренерскую деятельность, при этом продолжал участвовать в соревнованиях как шахматист. В 1993 году стал вице-чемпионом мира в составе сборной команды Украины. Был 4-кратным чемпионом Европы (2003, 2005, 2007, 2009), выступая в составе киевской команды «Каштан».
Тренируя с 1993 года сборную команду Украины среди спортсменов с нарушением слуха, подготовил чемпионок мира — С. Гончар и Т. Бакланову, а также многократных победителей клубных первенств Европы — Владимира Коваленко, Алексея Мусиенко, Петра Бабия, Тараса Овчарова.
В честь выдающегося шахматиста и тренера проводятся международные и украинские шахматные турниры.